# Vojenská známka

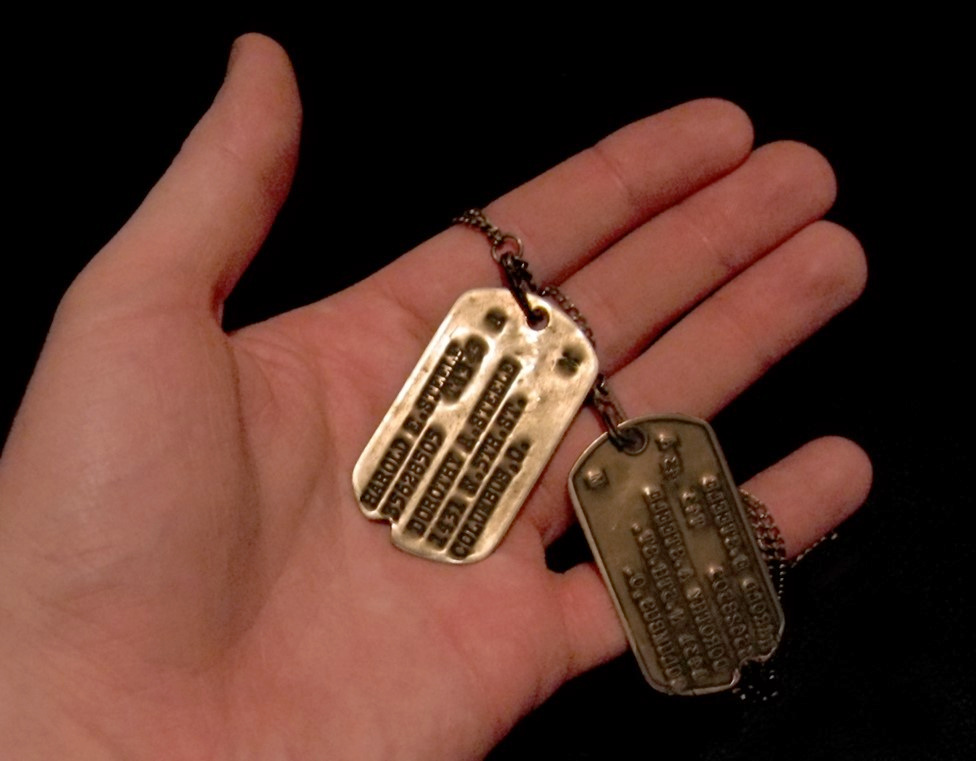
Americká vojenská známka z období druhé světové války

Vojenská identifikační známka (česky též hovorově psí známka dle anglického Dog tag) je malý tenký kovový plíšek s vyraženým jednoznačným identifikačním číslem, který mají vojáci obvykle zavěšen na krku. Známka slouží především k přesné identifikaci mrtvých nebo těžce raněných vojáků v poli během válečných operací. Její výhoda spočívala v tom, že i po mnoha letech bylo možno identifikovat tělesné ostatky mrtvého vojáka a řádně jej pohřbít i s jeho jménem a příjmením. Dnes jde však také o módní doplněk.

## Historie

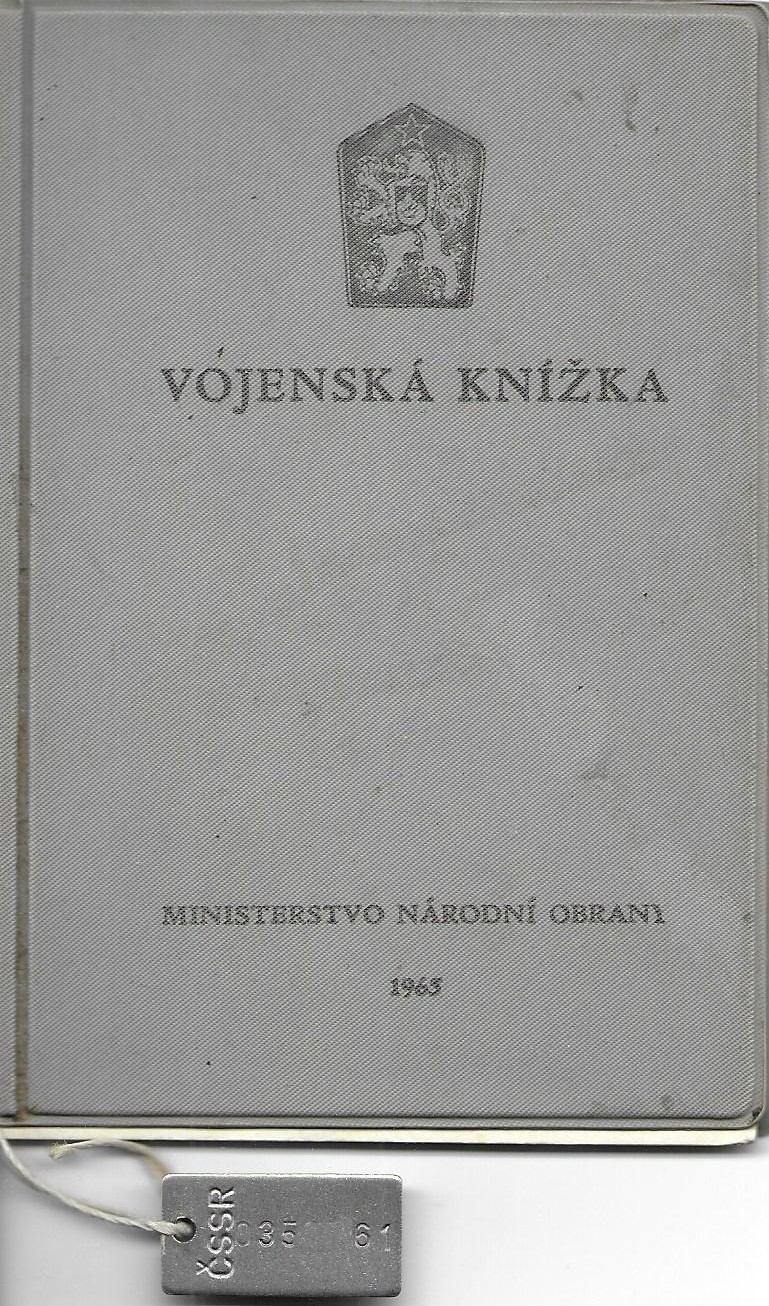
Vojenská známka ČSSR vložená ve vojenské knížce

První vojenské známky se začaly používat již v druhé polovině 19. století a používají se dodnes v mnoha armádách světa. Dnes se jedná, mimo jiné, také o specifický sběratelský artikl.
Vzhled identifikačních známek se liší dle národu, jenž je používá. Nejčastější a nejznámější je americká verze. Za zmínku stojí například německá verze (Bundeswehr), kde se jedná o jeden kus, který je rozlomitelný na dvě poloviny.
Po úmrtí vojáka v boji se známka nebo její odlomitelná část snímá z řetízku a vkládá pod jazyk pro pozdější identifikaci, pokud to stav ostatků dovoluje. Na známky se obvykle napsalo jméno, příjmení, trvalé bydliště[zdroj?] a krevní skupina.

## Československo a Česká republika
V ČSSR byla kovová vojenská známka z nerezové oceli o rozměrech 30 × 15 mm vkládána na provázku do vojenské knížky. Armáda ČR vybavuje české vojáky plíškem o rozměrech cca 25x15 mm, kde je uvedeno:
- příjmení a jméno (další příjmení nebo jména se uvádějí zkráceně za příjmením nebo jménem, pokud je nelze na osobní známce uvést v nezkrácené podobě),
- osobní číslo,
- označení státní příslušnosti podle mezinárodních standardů kódem CZE a
- krevní skupina.

Vojákovi se vydá sada osobní známky, kterou tvoří 2 stejné kusy osobní známky, 1 kus závěsného řetízku o délce 685 mm, 1 kus závěsného řetízku o délce 140 mm a 2 kusy chrániče. Osobní známka a řetízek jsou vyrobeny z korozivzdorné, žáruvzdorné, žáropevné a antialergické oceli, umožňující jejich sterilizaci a dekontaminaci. Voják v činné službě nosí vojenskou známku v sadě, a to tak, že řetízky jsou spojeny a na každém z nich je zavěšen 1 kus osobní známky. Voják v činné službě mimo stav ohrožení státu nebo válečný stav nosí sadu při sobě, nerozhodne-li služební orgán, že ji nosí na krku.

## Galerie

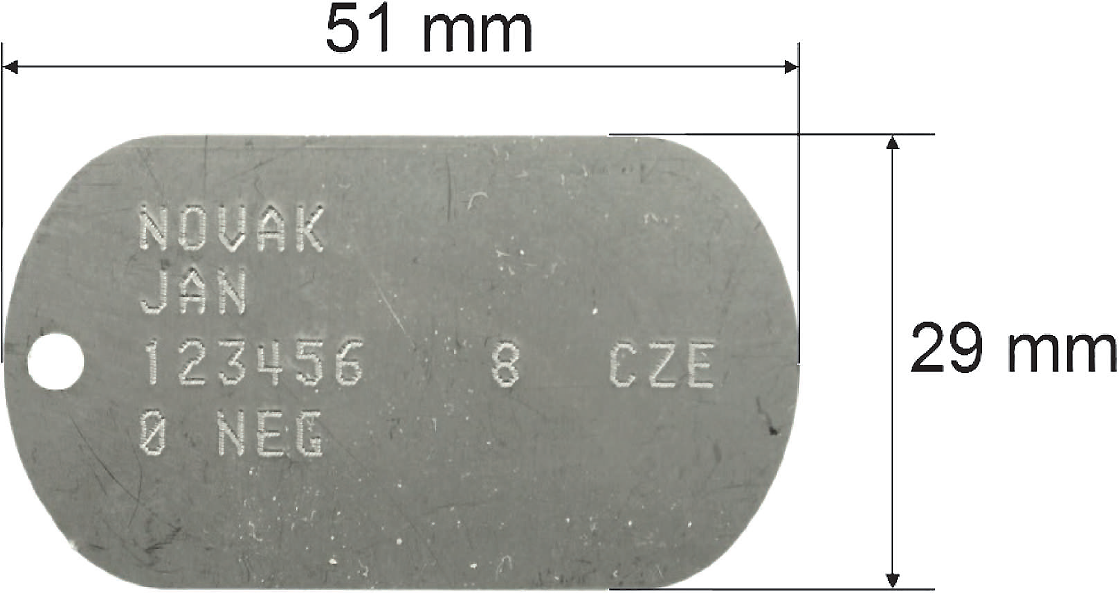
Vojenská známka podle českého vzoru (od roku 2016)
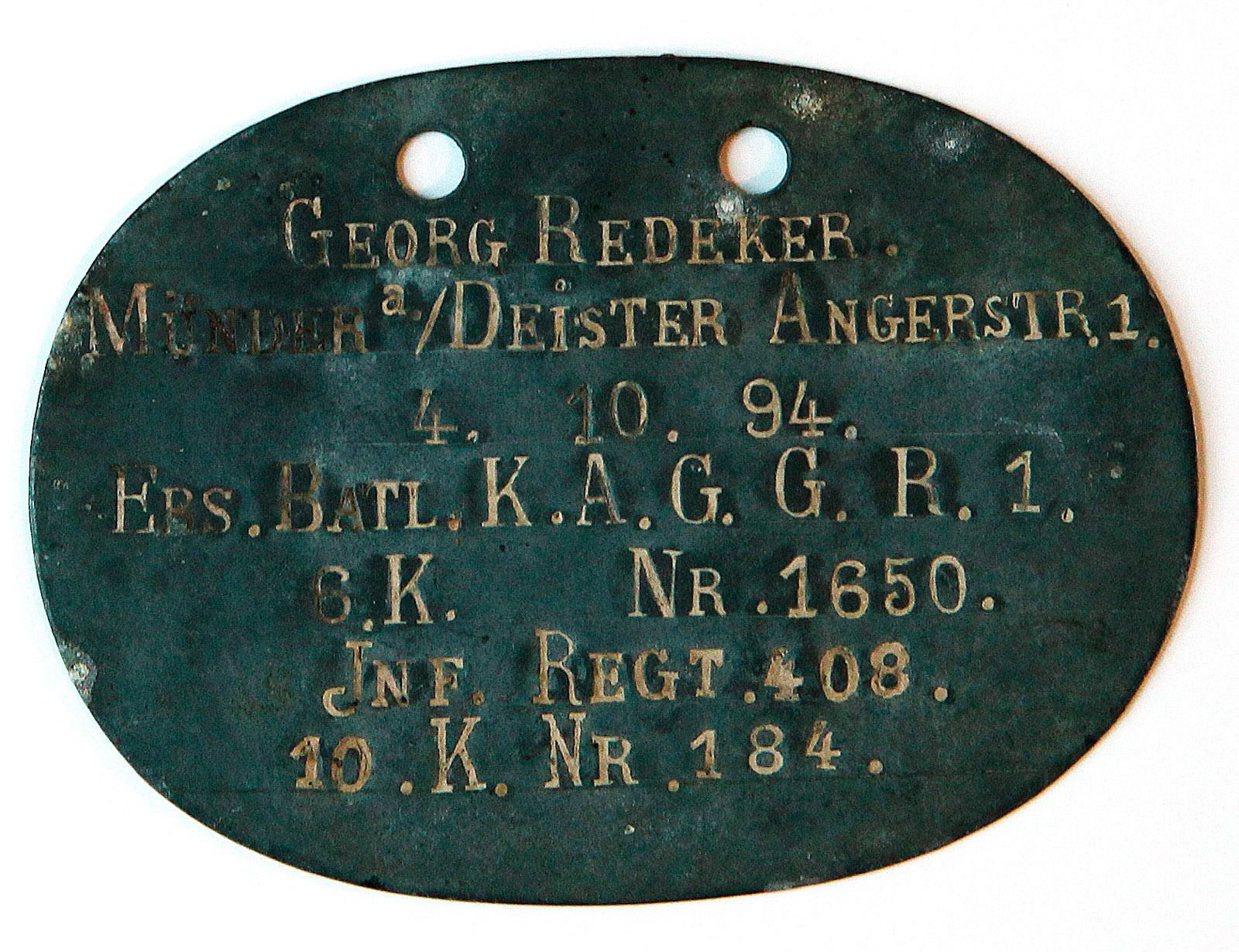
Německá vojenská známka z dob první světové války
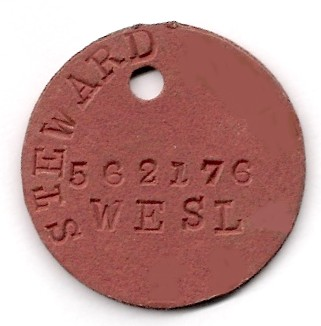
Vojenská známka jihoafrického námořnictva z dob druhé světové války
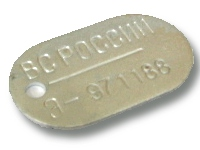
Ruská vojenská známka
Vojenské známky důstojníků polské armády zabitých Sovětským svazem při Katyňském masakru, vykopané v hromadných hrobech v Charkově